# Sparešnjak
Sparešnjak (Sparušnjak) je nenaseljeni otočić u hrvatskom dijelu Jadranskog mora.
Njegova površina iznosi 0,035 km². Dužina obalne crte iznosi 0,71 km.